# Kościół Santa Maria dei Greci w Agrigento
Kościół Santa Maria dei Greci – rzymskokatolicka świątynia we włoskim mieście Agrigento, na Sycylii. Filia parafii katedralnej św. Gerlanda.

## Historia
Kościół znajduje się na miejscu starożytnej, greckiej świątyni poświęconej Atenie lub Zeusowi, którą wzniesiono za czasów Terona. W okresie panowania bizantyńskiego świątynia była użytkowana jako cerkiew. Przed wzniesieniem katedry był siedzibą biskupa, św. Gerlanda. Obecny budynek wzniesiono w XII lub XIII wieku.

## Architektura
Świątynia romańsko-gotycka, trójnawowa, posiadająca układ bazylikowy. Wszystkie nawy są od zachodu zakończone absydami. Do kościoła wchodzi się przez gotycki portal. Na ścianach zachowały się pozostałości XIV-wiecznych fresków. Zachowany jest sarkofag z 1570 roku, w którym pochowano dwóch szlachciców z Palermo: Bartolomea Caputa i Isabellę Termini.

## Galeria

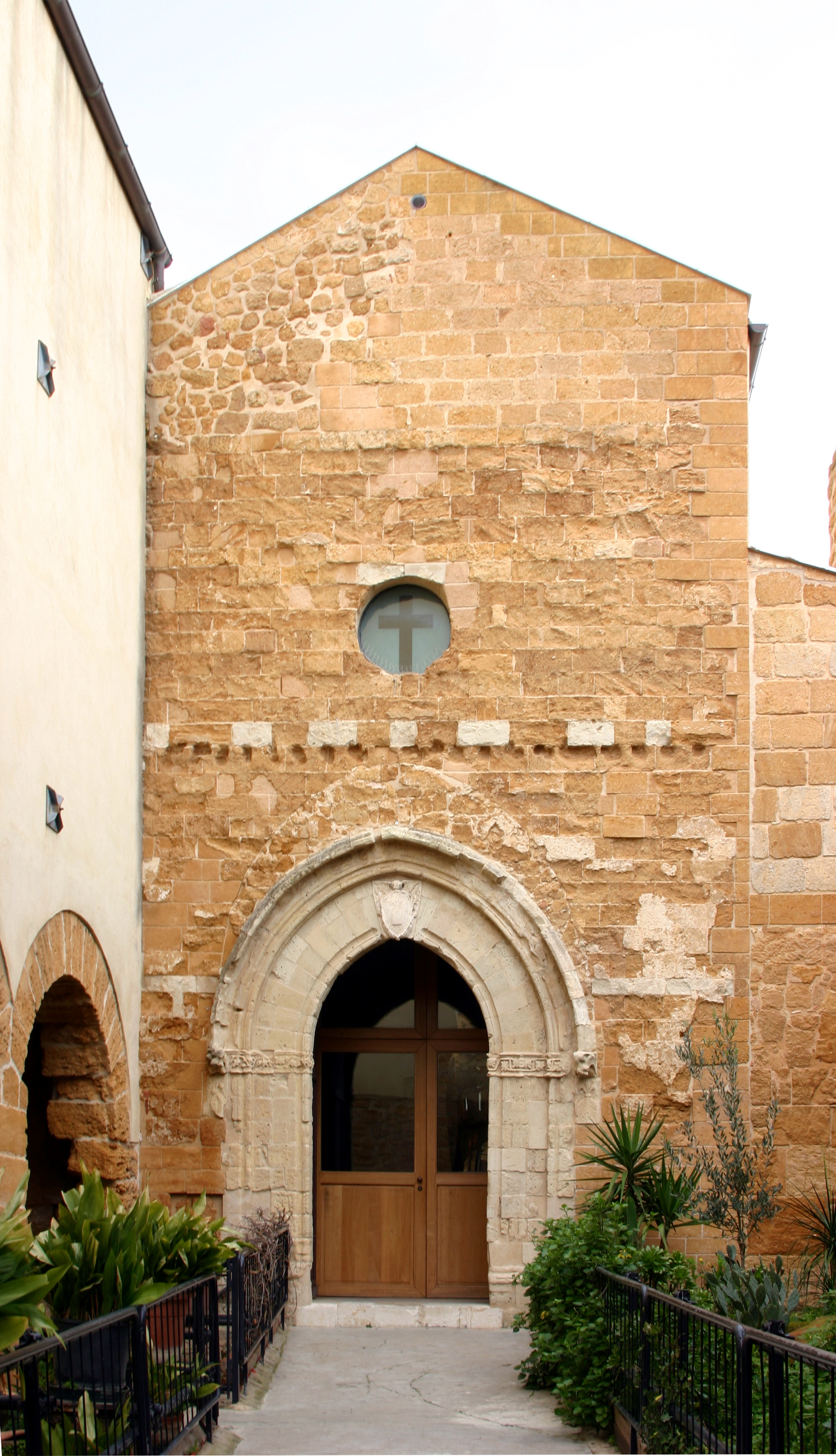
Fasada
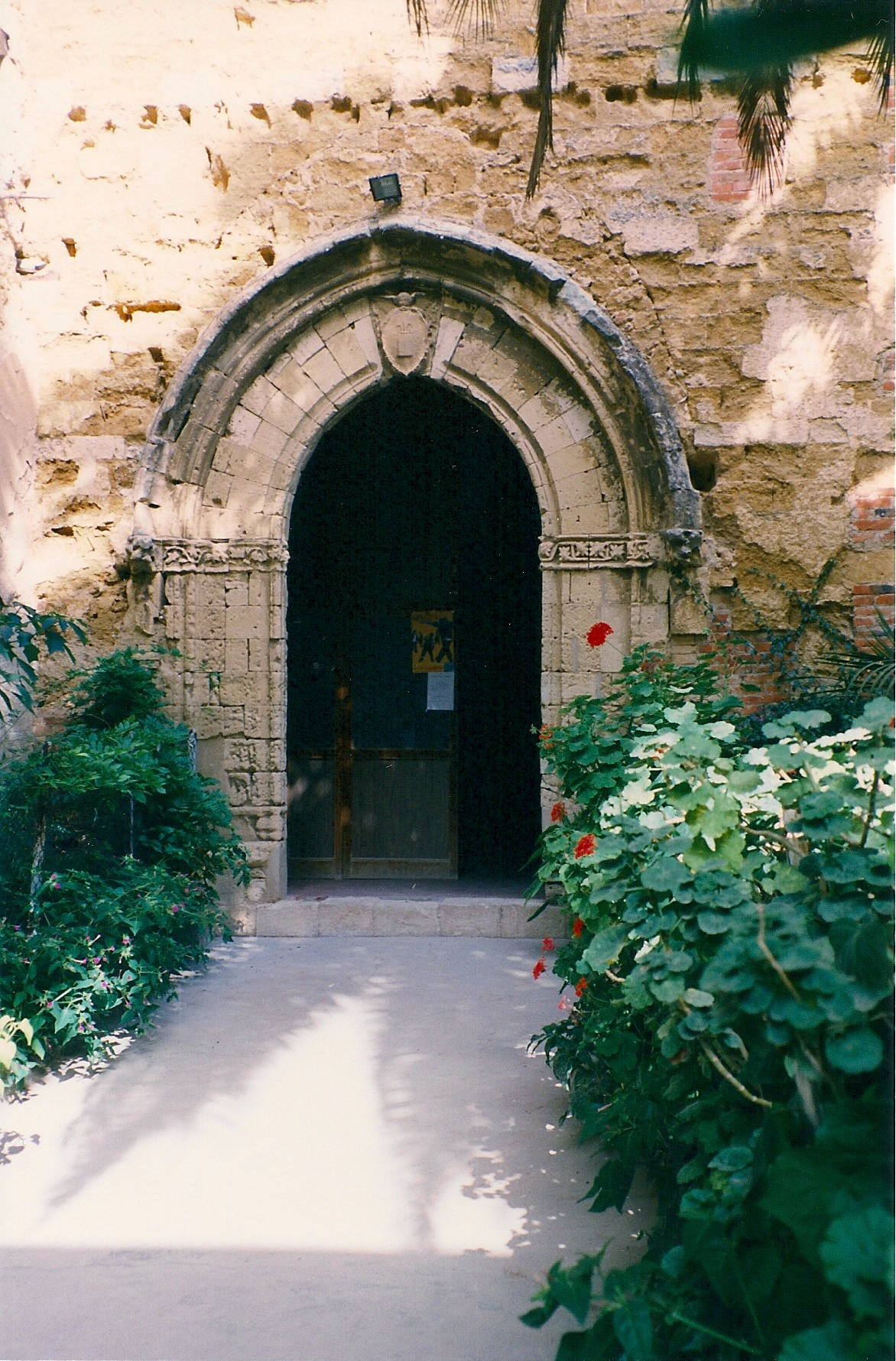
Gotycki portal główny
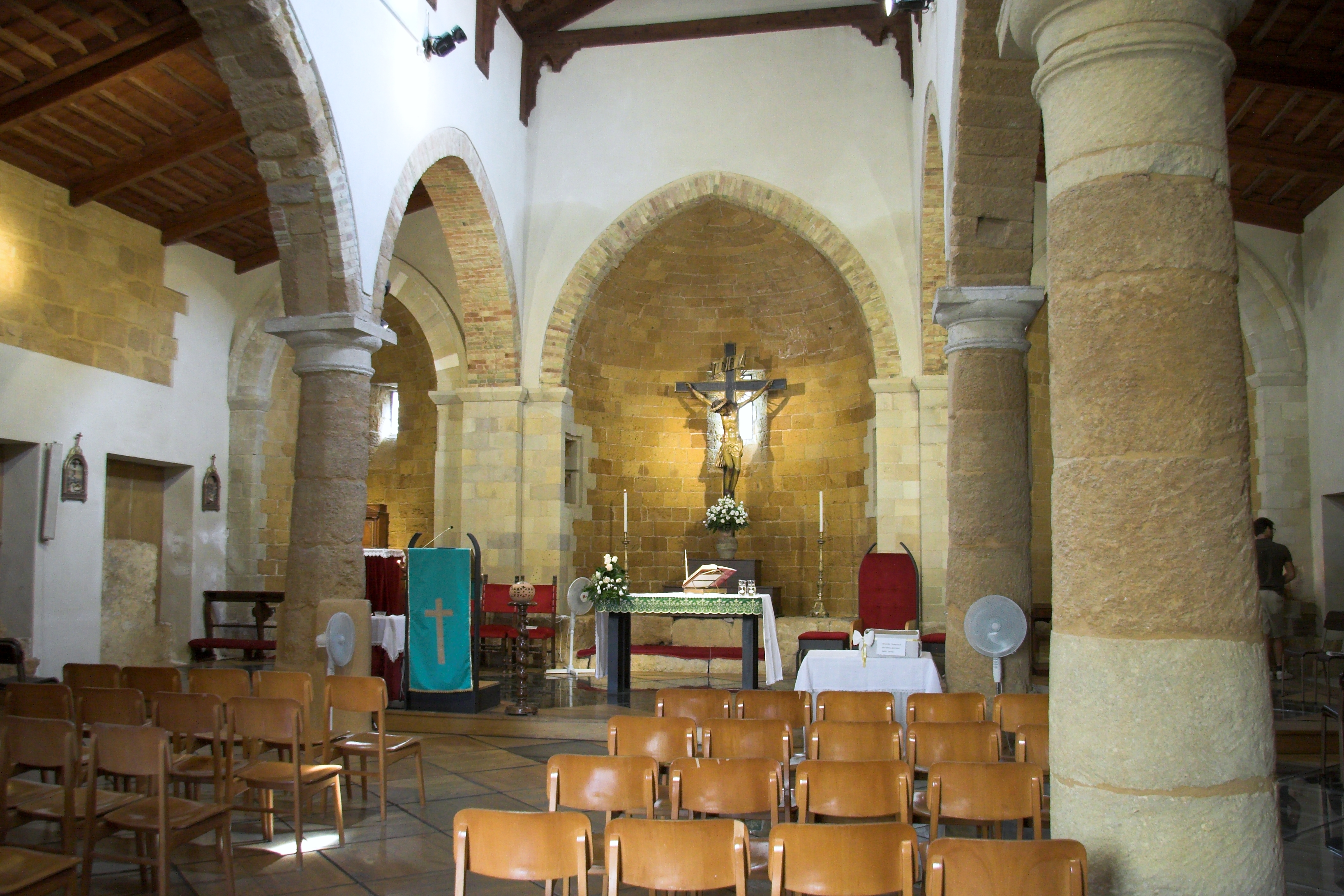
Wnętrze kościoła
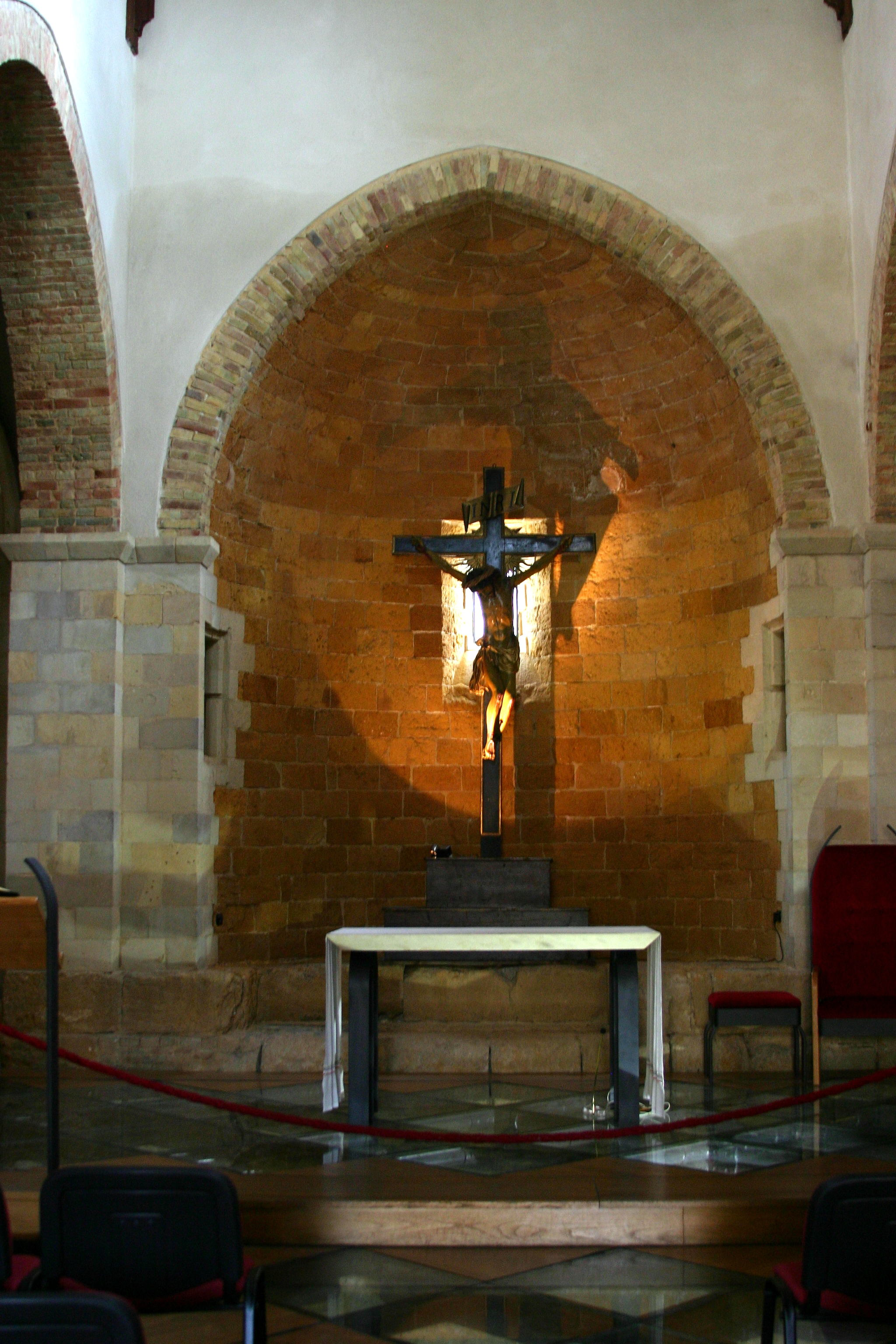
Ołtarz i krucyfiks
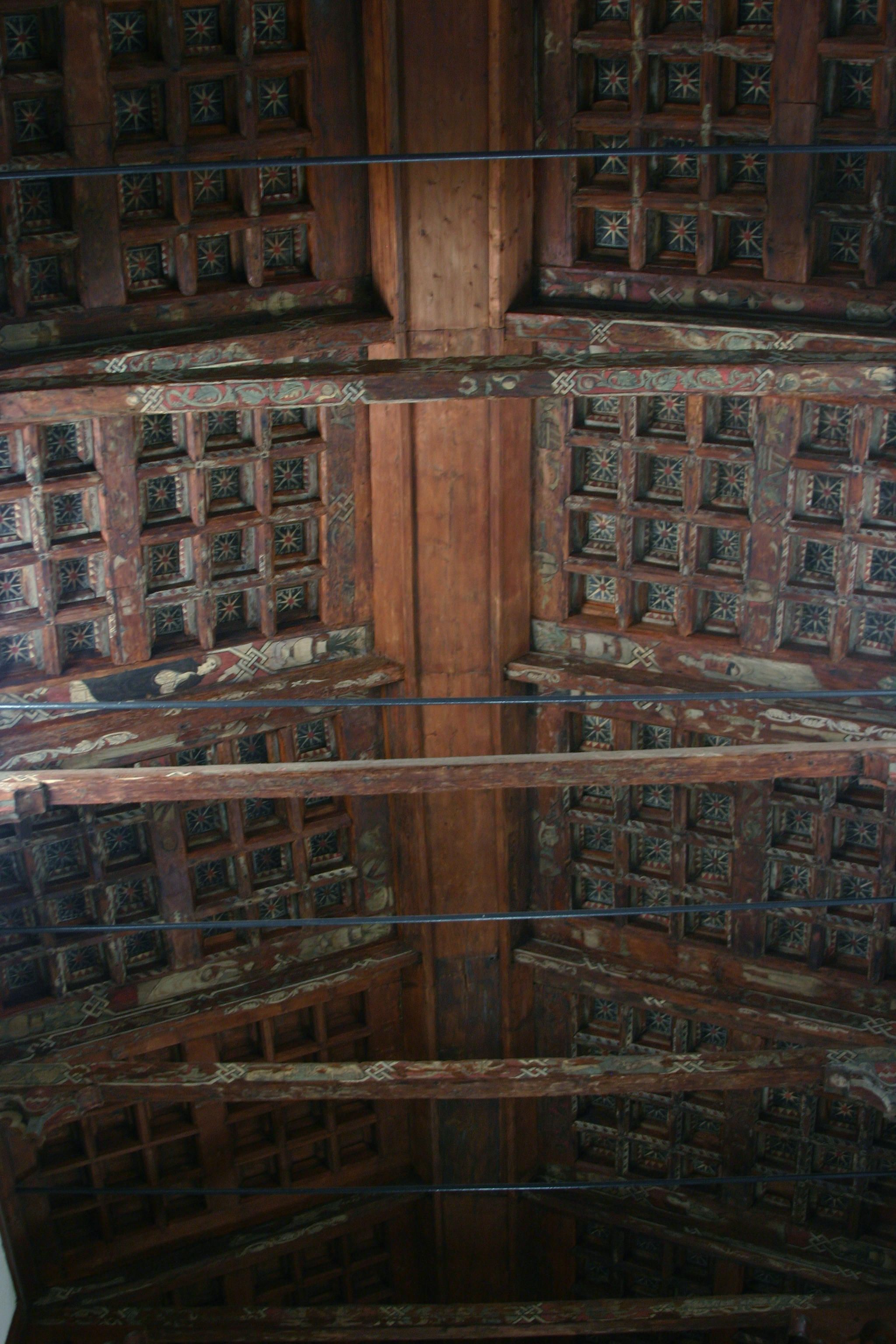
Drewniane sklepienie